# George Sluizer
George Sluizer est un réalisateur néerlandais, né le 25 juin 1932 à Boulogne-Billancourt et mort le 19 septembre 2014, à Amsterdam.
Il est principalement connu pour le film L'Homme qui voulait savoir (Spoorloos) tourné en France en 1988 avec Bernard-Pierre Donnadieu. Il fera ensuite un remake américain du même film en 1992 avec pour titre français La Disparue.

## Biographie
Sluizer est né de parents norvégiens et néerlandais. Son père, également appelé George Sluizer, était un célèbre présentateur de Radio Vrij Nederland (nl). La mère de Sluizer était la Norvégienne Else Olea Backe (née à Christiania en 1904 et morte à Laren en 1985). Sluizer a étudié à l'école de cinéma de Paris entre 1954 et 1956 et a ensuite acquis de l'expérience en tant qu'assistant réalisateur auprès de Michael Anderson et Bert Haanstra. Il a également contribué au scénario du film Kleren maken de man (nl) (1957) de Georg Jacoby. En 1961, Sluizer réalise un court métrage de 29 minutes intitulé De lage landen (litt. « Le pays bas »), également connu sous le titre Land uit mensenhanden (litt. « Terres de l'homme »), qui lui vaut un Ours d'argent du meilleur court métrage (de) à la Berlinale 1961.
Dans les années qui suivent, Sluizer réalise plusieurs documentaires et films de commande. Son premier long métrage, João et le Couteau, a suivi en 1972. En 1988, il réalise en coproduction française L'Homme qui voulait savoir d'après le roman L'Œuf d'or (Het gouden ei, 1984) de Tim Krabbé, avec Bernard-Pierre Donnadieu et Johanna ter Steege. Le succès de ce film le conduit aux États-Unis, où il en réalise un remake américain, intitulé La Disparue (The Vanishing), qui sort en 1993. La même année, il commence à travailler sur le film américain Dark Blood. Le film connaît immédiatement des problèmes de budget et, en outre, Sluizer se heurte à plusieurs reprises à l'actrice Judy Davis. Puis, l'acteur principal River Phoenix meurt subitement d'une surdose. Ce qui aurait dû être la percée de Sluizer n'a pas été achevé.
Sluizer a poursuivi son parcours avec Crimetime (1996) et un certain nombre de films en espagnol. En 2006, Hans Heijnen réalise le documentaire George Sluizer – Filmen over grenzen, qui revient sur la carrière de Sluizer en tant que cinéaste, sur son style intense et perfectionniste et sur les journées longues et pénibles qu'il fait subir à son équipe de tournage.
En 2010 commencent les tournages des films Homeland et The Chosen One, ce dernier coréalisé avec Rob Schneider mais n'ayant pu être achevé en raison des problèmes de santé de Sluizer. En 2012, il termine tout de même Dark Blood en remplaçant les scènes manquantes par des descriptions en voix hors champ. La même année, un livre sur sa vie, intitulé Wie zijn ogen niet gebruikt is een verloren mens (litt. « Celui qui n'utilise pas ses yeux est un homme perdu »), est publié, écrit par Hans Heesen, et en 2014, le documentaire Sluizer Speaks (nl) réalisé par Dennis Alink (nl) est présenté en avant-première au Festival international du film documentaire d'Amsterdam (IDFA), qui retrace sa vie troublée dans l'industrie cinématographique.
Au cours de la saison 1974/75, il a brièvement enseigné la mise en scène à l'Académie de cinéma d'Amsterdam.
Sluizer est décédé à l'âge de 82 ans des suites de graves problèmes vasculaires contre lesquels il luttait depuis plusieurs années,.

### Accusations contre Ariel Sharon
Sluizer a affirmé avoir été témoin d'un meurtre commis par Ariel Sharon sur deux enfants palestiniens en novembre 1982. Quelques semaines après le tristement célèbre massacre des camps de réfugiés de Sabra et Chatila du 16-18 septembre 1982 au Liban par les phalangistes chrétiens (dans les zones occupées par l'armée israélienne), Sharon aurait abattu des enfants à courte distance avec sa propre arme à feu. Le chef opérateur de Sluizer en aurait également été témoin. Par la suite, George Sluizer a tenté à plusieurs reprises d'intenter une action en justice contre Sharon et Israël,.

## Filmographie
- 1961 : De lage landen

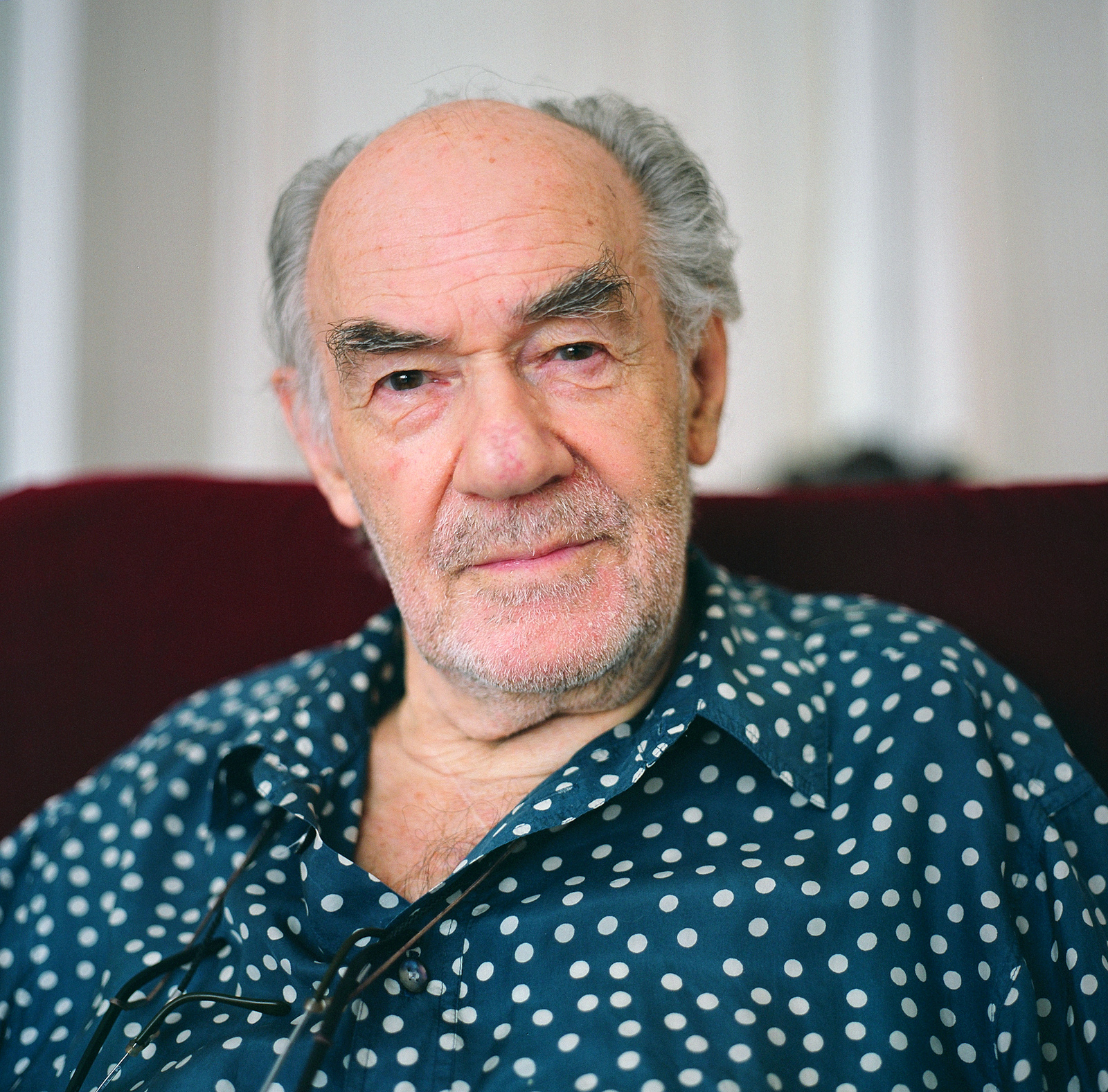
George Sluizer en 2012.

- 1967 : National Geographic Specials
- 1971 : Love and Music (Stamping Ground)
- 1972 : João et le Couteau (João en het mes)
- 1979 : Femme d'une autre ou Un homme, deux femmes (Twee vrouwen)
- 1982 : Tepito si
- 1983 : Adios Beirut
- 1985 : Red Desert Penitentiary (nl)
- 1988 : L'Homme qui voulait savoir (Spoorloos)
- 1992 : Utz, la passion de l'art (Utz)
- 1993 : La Disparue (The Vanishing)
- 1996 : Crimetime (en)
- 1996 : Mortinho por Chegar a Casa (pt)
- 1998 : The Commissioner
- 2002 : La balsa de piedra (nl)
- 2012 : Dark Blood